# Namaskara Mantra
Pour les articles homonymes, voir Mantra (homonymie).
Le Namaskara Mantra ou Ṇamōkāra mantra est récité par les fidèles jaïns, chaque jour, et au début de toute cérémonie religieuse et de toute activité importante. C'est une prière qui n'est pas une « demande », c'est avant tout un hommage respectueux envers ceux qui sont plus avancés dans leur réalisation spirituelle, et qui sont par conséquent des modèles pour tous les jaïns, et dont on doit imiter leur idéal de vie fondée sur la non-violence totale. C'est la prière la plus importante dans le jaïnisme. Cet hommage est dédié aux Parameshthi.

## Texte original avec la traduction en français
Namo Arihantanam   Je m’incline devant les Arihantas,
Namo Siddhanam  Je m’incline devant les Siddhas,
Namo Ayariyanam  Je m’incline devant les Achāryas,
Namo Uvajjhayanam  Je m’incline devant les Upādhyāyas,
Namo Loe Savva- Sahunam  Je m’incline devant les Sādhus et les Sādhvis.
Eso Panch Namokaro  Ces cinq salutations
Savva-pavappanasano Effacent tous les péchés.
Mangala nam ca savvesim  De tous les mantra favorables, 
Padhamam Havei Mangalam  Celui-là est le plus favorable.
Ces cinq postures visent au maintien de ́l’équilibre entre les cinq éléments (eau, feu, terre, air, espace), respectivement, les cinq parties du corps qui leur correspondent (sommet de la tête, visage, cœur, nombril, pieds et les cinq couleurs (blanc, rouge, jaune, bleu/vert, noir)